# 湖子內 (雲林縣莿桐鄉)
湖子內，原寫為湖仔內，是台灣雲林縣莿桐鄉的一個傳統地域名稱，位於該鄉東北部。相較於今日行政區，其範圍大致包括五華村不含東南端及北部濁水溪河床地帶及西北部凸出部分、四合村東南部凸出部分的東部、麻園村東北部凸出部分的東部、六合村北部近邊界地帶中西段。

## 歷史
台灣清治末期至日治初期，湖子內地區為一街庄，稱為「湖仔內庄」，隸屬於溪洲堡。該庄北隔濁水溪與過溪仔庄為界，東邊及南邊為新庄仔庄，西邊為蔴園庄。
1901年（日治明治三十四年）11月，全台廢縣廳改設二十廳，該庄隸屬於斗六廳。1903年（明治三十六年）6月，該庄編入「樹仔腳區」，隸屬於斗六廳。1909年（明治四十二年）10月，合併二十廳為十二廳，樹仔腳區改隸屬於嘉義廳。1920年（大正九年），全台地方制度大改正，廢十二廳改設五州二廳，該庄改制並雅化為「湖子內」大字，隸屬於臺南州斗六郡莿桐庄。
戰後莿桐庄改制為莿桐鄉，隸屬於臺南縣，大字亦改制為村。1950年10月，雲、嘉、南分治，莿桐鄉改隸屬雲林縣。

## 聚落
本地區發展較早的聚落有前半治（建治）、後治（後半治）、湖仔內（湖內）、溪頭（東華）、牛埔仔（牛埔厝、新華）等，在日治期初期的官方地圖上已有記載。此外，本地區尚有新興（九金貝）聚落。

## 交通
縣道154號是麥寮鄉六輕廠至林內鄉的道路，也是雲林縣最北側的橫貫縣道，大致以西北西—東南東走向經過湖子內地區西南端。由該道路向西北西可前往莿桐北部、西螺、二崙中北部、崙背中北部、麥寮的六輕廠等地；向東南東可前往新庄子、烏塗子、林內市區西側並止於省道台3線路口。
鄉道雲55線是頂半治至梅林（內林）的道路，其北側端點（起點）位於本地區西部的後半治聚落的鄉道雲56線路口。由此向南蜿蜒而行，其後轉南南東出境後可前往新庄子、大埔尾東端、竹圍子、石榴班、內林並止於鄉道雲214線路口。
鄉道雲56線是後埔至下厝仔（進興）的道路，大致以西南微北—東北微南方向到達本地區西部邊界，轉東入境並蜿蜒而行，至後半治聚落經鄉道雲55線起點路口後續行，至湖子內聚落經鄉道雲57線起點路口後續行，至溪頭（東華）聚落轉東北東，至牛埔厝聚落轉東南蜿蜒而行以至於本地區東南部出境。由該道路向西南微北可前往麻園並止於縣道154號路口；向東南可前往新庄子地區中部略偏東北東的下厝仔聚落並止於鄉道雲58線路口。
鄉道雲57線是湖仔內至土地公崎（土地公埒、東興）的道路，其北側端點（起點）位於本地區中部略偏南湖子內聚落的鄉道雲56線路口。由此向南南東轉東再轉南南東，出境後可前往新庄子地區中部略偏西南西的土地公埒聚落並止於縣道154號路口。

## 產業
- 麻園工業區（東半部）